# Suzuki Across

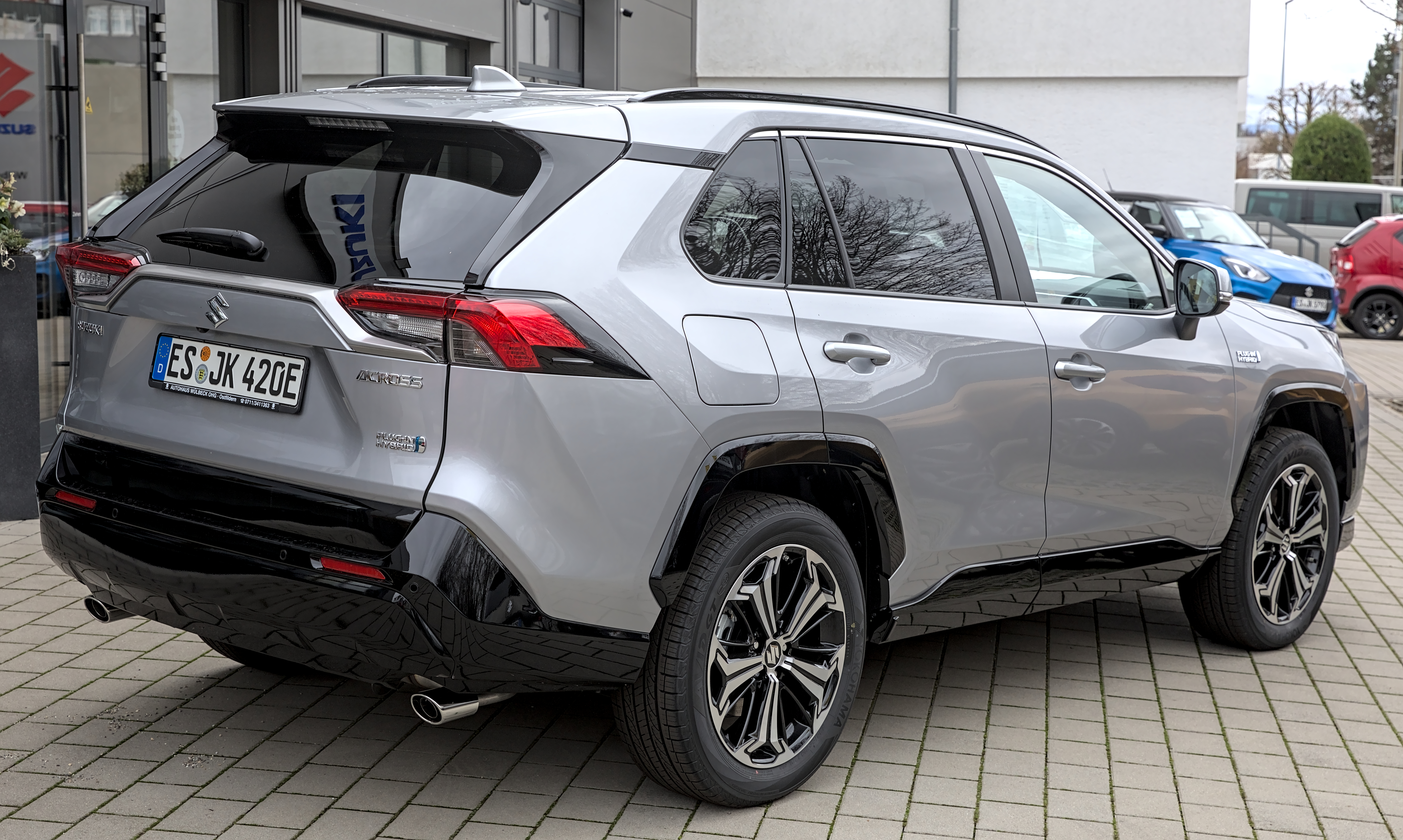
Вид сзади

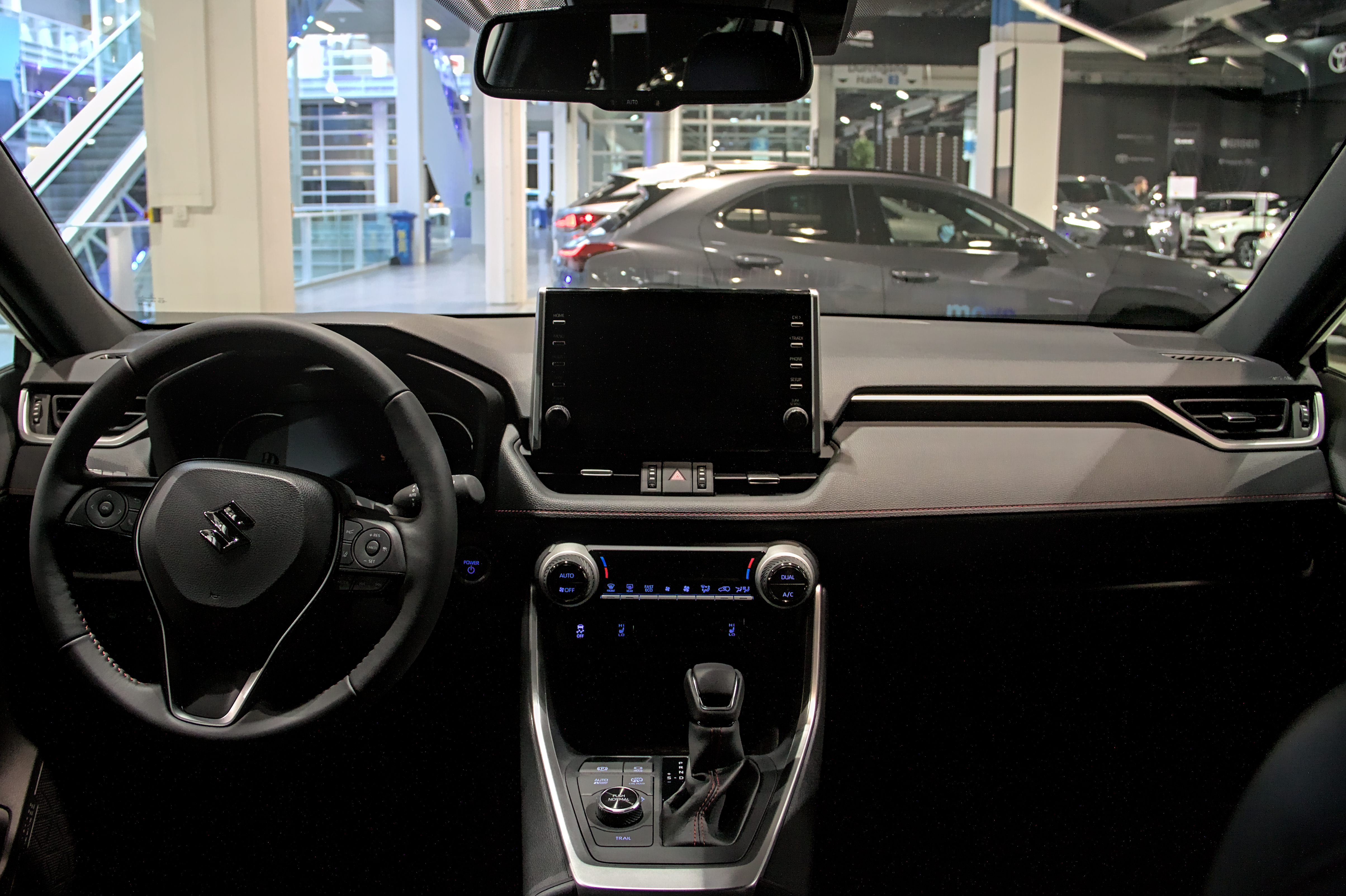
Интерьер

Suzuki Across — гибридный среднеразмерный внедорожник, выпускающийся с 2020 года компанией Suzuki.

## История
Suzuki Across впервые был представлен в начале июля 2020 года. Осенью 2020 года автомобиль поступил в продажу в Европе.
Базовой моделью стала гибридная версия Toyota RAV4, представленная в ноябре 2019 года. Сотрудничество между компаниями Toyota и Suzuki началось в 2017 году.
Компания Suzuki, в свою очередь, разрабатывает автомобили для Индии и Африки, которые так же продаются под брендом Toyota. В модельном ряду Across является самой мощной моделью компании Suzuki. Выбросы углекислого газа 22 г/км по циклу WLTP.

## Технические характеристики
|                                            | 2.5 Plug-in-Hybrid                   |
| Годы производства                          | с 10.2020                            |
| Тип двигателя                              | Бензиновый (R4) + 2 электродвигателя |
| Впрыск                                     | Прямой                               |
| Объём                                      | 2487 см³                             |
| Степень сжатия                             | 14,0:1                               |
| Мощность ДВС                               | 136 кВт (185 л. с.) при 6000 об/мин  |
| Мощность переднего электродвигателя        | 134 кВт (182 л. с.)                  |
| Мощность заднего электродвигателя          | 40 кВт (54 л. с.)                    |
| Суммарная мощность                         | 225 кВт (306 л. с.)                  |
| Крутящий момент ДВС                        | 227 Н·м при 3600 об/мин              |
| Крутящий момент переднего электродвигателя | 270 Н·м                              |
| Крутящий момент заднего электродвигателя   | 121 Н·м                              |
| Привод                                     | Полный                               |
| Трансмиссия                                | Бесступенчатая трансмиссия           |
| Масса                                      | 2015 кг                              |
| Грузоподъёмность                           | 495 кг                               |
| Максимальная скорость                      | 180 км/ч (ограничение)               |
| Разгон до 100 км/ч                         | 6,0 сек.                             |
| Расход топлива (л/100 км)                  | 1,2 л (NEFZ)                         |
| Выбросы CO2                                | 26 г/км (NEFZ) 22 г/км (WLTP)        |
| Объём бака                                 | 55 л                                 |
| Аккумулятор                                | Литий-ионный: 18,1 кВт·ч             |
| Запас хода                                 | 75 км (WLTP)                         |
| ЭКО-стандарт                               | Euro 6d                              |

## Продажи
По состоянию на декабрь 2022 года, в ФРГ было продано 646 автомобилей Suzuki Across. К декабрю 2022 года было продано 278 автомобилей.